# Hideaki Matsuura
Hideaki Matsuura (松裏 英明 Matsuura Hideaki?), född 25 juni 1981 i Kyoto prefektur, är en japansk före detta fotbollsspelare.
Matsuura började sin karriär 2000 i CA Peñarol. 2001 flyttade han till Ventforet Kofu. Efter Ventforet Kofu spelade han för Jatco, Denso, Shizuoka FC, Sagawa Printing och AC Nagano Parceiro. Han avslutade karriären 2008.